# Erycia villica
Erycia villica är en tvåvingeart som beskrevs av Robineau-desvoidy 1830. Erycia villica ingår i släktet Erycia och familjen parasitflugor.
Artens utbredningsområde är Frankrike. Inga underarter finns listade i Catalogue of Life.